# Kamalganj (ort)
Kamalganj är en ort i Indien.   Den ligger i distriktet Farrukhābād och delstaten Uttar Pradesh, i den centrala delen av landet, 280 km sydost om huvudstaden New Delhi. Kamalganj ligger 152 meter över havet och antalet invånare är 16 222.
Terrängen runt Kamalganj är mycket platt. Runt Kamalganj är det mycket tätbefolkat, med 1 056 invånare per kvadratkilometer. Närmaste större samhälle är Farrukhābād, 15,3 km norr om Kamalganj. Trakten runt Kamalganj består till största delen av jordbruksmark.